# T-95

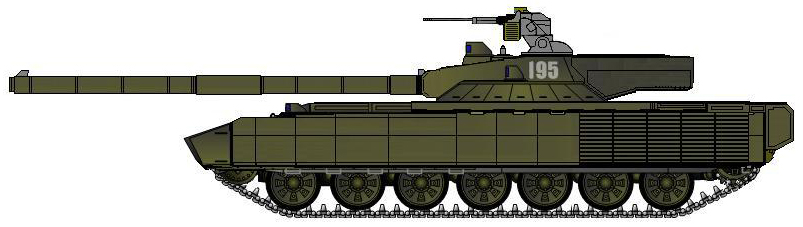

T-95는 러시아에서 2010년 배치를 목표로 개발하던 차기 전차였으나 2010년 계획이 종결되었다. 2000년 최초로 공식적인 발표가 있었으나 보안상의 이유로 사진이나 정확한 성능은 공개된 적이 없다. 공식적인 명칭은 Объект 195(Object 195)이며 T-95는 언론에서 붙인 이름이다.

## 역사
T-95는 러시아에서 연구는 1980년대부터 시작되었으며 1994년부터 배치될 예정이었다. 그러나 소련의 붕괴로 개발기간이 늦어져 일선 배치는 계속해서 미루어졌다가 결국 2010년 계획이 종결되었다. 블라디미르 푸틴 러시아 총리에 의하면 방위 R&D 프로그램의 40%가 명확한 결과를 내지 못한 채 자원의 낭비만을 하고 있던 상태였고 이로 인해 T-95와 함께 Koalitzya-SV, BMD-4, Sprut-SD, BMPT의 개발이 취소되었다고 러시아 언론에 보도되었다.
이 기사는 T-95가 2010년 여름에 공개될 것이라는 러시아 언론 리아 노보스티의 보도와 상충되고 Koalitzya-SV를 제외한 BMD-4, Sprut-SD, BMPT등은 이미 실전 배치되어 있다는 점에서 신뢰성에 의문이 제기되었으나, 2010년 6월 28일 리아 노보스티가 T-95의 취소를 보도함에 따라 최종적으로 확인되었다.

## 성능
T-95의 정확한 성능은 공개되지 않았기 때문에 실제 성능은 알 수 없지만, 많은 웹사이트와 잡지 등에서 추정한 대략적인 생김새와 성능에 따르면 T-95는 세계 최초의 4세대 전차로, T-95의 135/152mm 활강포는 서방에서는 140mm 활강포로만 필적할 수 있다고 한다. 자체 연료 탱크의 연료만으로 최대 500km를 주행할 수 있으며 연비가 안 좋은 것을 보강하기 위해 47마력의 보조 엔진을 달았다. 1500마력의 디젤엔진이 장착되며 비록 동시대에 나오는 차세대 전차엔진에 비해 출력이 떨어지나 전차에 탑재된 포탑이 무인포탑이므로 유인포탑에 비해 소형, 경량화되어 문제가 없을 것으로 추정된다.

### 속력
가벼운 무게로 인해 XK-2전차의 최고속력은 72km/h인데 반해, T-95는 75km/h 이상의 고속을 낼 수 있으며 야지에서도 50km/h 이상의 속력을 낸다.

### 공격력
포탑은 135/152mm 활강포를 사용하며, 포탑의 에너지는 15MJ~20MJ급 이상으로 추정된다. 이는 레오파드2전차에 탑재되는 라인메탈사의 120mm 55구경장 활강포의 포탄에너지인 13MJ급보다 우세할 것으로 추정되며 이에 따라 관통력 역시 레오파드2보다 우월할 것으로 추정된다. 2000M거리에서 첼린저2 전차를 격파할 수 있으며 사격통제장치의 비약적인 상승으로 T-80U보다 70%이상 공격력이 향상될것으로 추정된다. 신형 켈로켈 장전장치를 사용하여 대구경탄약임에도 일체형 탄피를 사용하여 기존의 작약과 포탄이 분리되어 관통심자가 짧아 관통력이 서방제 전차보다 떨어졌던 기존의 동유럽제 전차탄의 약점을 제거하는데 성공하였다. 그리고 신형 포발사 초음속 미사일의 체용으로 대 헬기공격능력도 갖추었다.

### 방어력
레오파드 2a6나 첼린저2와 같은 3.5세대 전차의 공격을 1000M거리에서 튕겨내며 전면장갑에 경우 헬파이어 미사일에 격파되지 않는다고 제작사 측은 주장한다. 또한, 상대적으로 방어력이 약한 포탑 부분을 무인 포탑으로 변경하여 크기를 대폭 줄여 피탄면적을 좁혀 적 공격회피에 용의하게 되고 남는공간에 더 많은 장갑을 적재하며 무게도 줄였다. 쉬토라 소프트킬 능동방어장치나 아레나 하드킬 능동방어장치를 업그레이드한 신형 능동방어장치를 장착하여 지능형상부공격탄이나 탑어택 미사일에 대한 방어력을 크게 늘렸다. 또한 Kaktus형태의 Relikt 3세대 반응장갑을 사용하여 KE/HE 방어력이 크게 늘어나 실전 배치될 경우 현존 전차 중에서 가장 강력한 방어력을 가질것으로 보인다.

### 성능비교
| 이름                 | T-95                           | 레오파드2A7 전차                       | K2 흑표                           | M1A2                                       | 90식 전차             |
| -------------------- | ------------------------------ | -------------------------------------- | --------------------------------- | ------------------------------------------ | --------------------- |
| 제조국               | 러시아                         | 독일                                   | 대한민국                          | 미국                                       | 일본                  |
| 승무원               | 3명                            | 4명                                    | 3명                               | 4명                                        | 3명                   |
| 엔진                 | 1500마력 디젤 엔진             | 1500마력 디젤 엔진(최대 출력 2300마력) | 1500마력 디젤 엔진                | 1500마력 가스터빈 엔진(최대 출력 2100마력) | 1500마력 디젤 엔진    |
| 주포 구경            | 135mm 47구경장/152mm 47 구경장 | 120mm 55구경장                         | 120mm 55구경장                    | 120mm 44구경장                             | 120mm 44구경장        |
| 포구에너지(포구속도) | 15MJ~20MJ(?)                   | 13MJ                                   | 15MJ                              | 10.7MJ                                     | 10.7MJ                |
| 관통력(1000m)        | 1000mm급 이상 (?)              | 880mm급(DM63 사용시)                   | 950mm급 이상(?) (XK-APFSDS사용시) | 960mm급 이상(?) (M829E3 사용시)            | 550mm급(JDM33 사용시) |
| 정면방호력 (KE)      | 1400mm급 이상 (?)              | 1500mm급 이상 (?)                      | 1300mm급 이상 (?)                 | 1000mm급 이상 (?)                          | 600mm급 이상 (?)      |
| 정면방호력 (HEAT)    | 2350mm급 이상 (?)              | 2300mm급 이상 (?)                      | 2100mm급 (?)                      | 1800mm급 이하 (?)                          | 850mm급 이상 (?)      |
| 탄약장전             | 자동 (?)                       | 수동                                   | 자동                              | 수동/자동(옵션 개발중)                     | 자동                  |
| 자동추적탐지장치     | 있음 (?)                       | 없음                                   | 있음                              | 없음/있음(옵션 개발중)                     | 있음                  |
| 능동방호             | 하드킬 (?)/소프트킬 (?)        | 하드킬(옵션)/소프트킬(옵션)            | 소프트킬/하드킬(개발중)           | 없음/소프트킬(옵션)                        | 없음/소프트킬(개발중) |
| 항속거리             | 500km (?)                      | 550km                                  | 500km                             | 449.19km                                   | 350km                 |

## 같이 보기
- 레오파르트 1
- 레오파르트 2
- AMX-30
- FV 4201 치프틴